# Kraljevec Radobojski
Kraljevec Radobojski – wieś w Chorwacji, w żupanii krapińsko-zagorskiej, w gminie Radoboj. W 2011 roku liczyła 49 mieszkańców.